# メルサ・ファトゥマ
メルサ・ファトゥマ（英語: Mersa Fatuma）は、エリトリア・セメナウィ・ケイバハリ地方南部の村で、海岸線を持つ。人口11,542人（2005年推計）。ゲレーロ地区に属する。国道P-6号線のマッサワとティヨの間に存在する。メルサ・ファトゥマは他にMersa Fatmaとも綴られる。また、メルサ・ファトゥマ・エリと呼ばれることもあり、Mersa Fatma HeriあるいはFatima Eriと綴られる。北緯14度54分3秒、東経40度18分49秒。標高10m。

## 交通
- 国道P-6号線 (エリトリア) - 未舗装の第1級国道。マッサワ-アッサブ間を海岸線沿いに結ぶ。
- メルサ・ファトゥマ空港 - 民間空港。ICAO空港コード：HHMF